# Trinidad és Tobago a 2002. évi téli olimpiai játékokon
Trinidad és Tobago az egyesült államokbeli Salt Lake Cityben megrendezett 2002. évi téli olimpiai játékok egyik részt vevő nemzete volt. Az országot az olimpián 1 sportágban 3 sportoló képviselte, akik érmet nem szereztek.

## Bob
Férfi
| Versenyző                   | Versenyszám | 1. futam | 1. futam | 2. futam | 2. futam | 3. futam | 3. futam | 4. futam | 4. futam | Összesítés | Összesítés |
| Versenyző                   | Versenyszám | Idő      | Hely.    | Idő      | Hely.    | Idő      | Hely.    | Idő      | Hely.    | Idő        | Helyezés   |
| --------------------------- | ----------- | -------- | -------- | -------- | -------- | -------- | -------- | -------- | -------- | ---------- | ---------- |
| Gregory Sun Andrew McNeilly | Kettes      | 49,74    | 35.      | 50,07    | 37.      | 50,68    | 37.      | 49,69    | 34.      | 3:20,18    | 37.        |

- Errol Aguilera tartalék volt, nem indult egyik versenyszámban sem.